# Kuźma Riebrik
Kuźma Filippowicz Riebrik (ros. Кузьма Филиппович Ребрик, ur. 18 września?/1 października 1908 we wsi Stara Wodołaha obecnie w rejonie nowowodołazkim w obwodzie charkowskim, zm. 7 stycznia 1992 Charkowie) był radzieckim podpułkownikiem i Bohaterem Związku Radzieckiego (1945).

## Życiorys
Urodził się w ukraińskiej rodzinie chłopskiej. Skończył 6 klas, pracował w zakładzie remontu parowozów w Charkowie, od 1930 służył w Armii Czerwonej. Był dowódcą oddziału, pomocnikiem dowódcy plutonu i starszyną szkoły pułkowej w 69 pułku piechoty 23 Dywizji Piechoty w Charkowie, w 1938 ukończył kursy młodszych poruczników przy charkowskiej wojskowej szkole piechoty. Od 1938 należał do WKP(b), od czerwca 1938 do października 1941 był kolejno dowódcą plutonu i kompanii i zastępcą naczelnika szkoły młodszych specjalistów lotniczych Charkowskiego Okręgu Wojskowego i Frontu Południowo-Zachodniego. Od stycznia 1942 uczestniczył w wojnie z Niemcami jako zastępca dowódcy batalionu i dowódca batalionu, walczył na Froncie Zachodnim, Kalinińskim, Stepowym, 2 Ukraińskim i 1 Białoruskim. Był trzykrotnie ranny. Brał udział m.in. w bitwie pod Kurskiem i wyzwalaniu Biełgorodu i Kirowohradu (1943), operacji korsuń-szewczenkowskiej i białoruskiej, w tym w walkach o Słuck, Brześć, Dęblin, Otwock, Wołomin i walkach na przedmieściach Warszawy (1944), operacji wiślańsko-odrzańskiej, w tym w wyzwalaniu Mszczonowa, Sochaczewa i Żnina i operacji berlińskiej (1945). Jako dowódca batalionu 35 Brygady Zmechanizowanej 1 Korpusu Zmechanizowanego 2 Gwardyjskiej Armii Pancernej w stopniu majora wyróżnił się podczas operacji wiślańsko-odrzańskiej. 19 stycznia 1945 dowodzony przez niego batalion odegrał dużą rolę w walkach o Sochaczew, gdy wziął do niewoli ok. stu hitlerowców. 22 stycznia 1945 jego batalion opanował Żnin; według oficjalnych danych Rebrik osobiście zastrzelił wtedy 25 niemieckich żołnierzy i 4 oficerów. Został wówczas ranny, jednak nie opuścił pola walki. Leczył rany w szpitalu wojskowym w Skierniewicach, na front wrócił 11 kwietnia. Po wojnie służył w Grupie Wojsk Radzieckich w Niemczech, w marcu 1947 ukończył kursy doskonalenia kadry dowódczej, później dowodził batalionem w 60 pułku zmechanizowanym 18 Dywizji Zmechanizowanej w Grupie Wojsk Radzieckich w Niemczech, a od marca 1948 do września 1952 batalionem w 52 pułku zmechanizowanym 15 Gwardyjskiej Dywizji Zmechanizowanej w Białoruskim Okręgu Wojskowym. W 1953 ukończył kursy "Wystrieł", w styczniu 1956 został zwolniony do rezerwy w stopniu podpułkownika.

## Odznaczenia
- Złota Gwiazda Bohatera Związku Radzieckiego (31 maja 1945)
- Order Lenina (dwukrotnie, 31 maja 1945 i 30 grudnia 1956)
- Order Czerwonego Sztandaru (dwukrotnie, 11 sierpnia 1944 i 19 listopada 1951)
- Order Wojny Ojczyźnianej I klasy (dwukrotnie, 14 lutego 1945 i 6 kwietnia 1985)
- Order Wojny Ojczyźnianej II klasy (2 lutego 1944)
- Order Czerwonej Gwiazdy (dwukrotnie, 12 października 1942 i 6 maja 1945)
- Medal „Za zasługi bojowe” (3 listopada 1944)
- Medal „Za wyzwolenie Warszawy”
- Medal „Za zdobycie Berlina”
- Medal „Za zwycięstwo nad Niemcami w Wielkiej Wojnie Ojczyźnianej 1941–1945”
- Medal jubileuszowy „30 lat Armii Radzieckiej i Floty”
- Krzyż Walecznych (Polska Ludowa, 24 kwietnia 1946)